# José León Bernal
José León Bernal (Madrid, 3 februari 1995) is een Spaans voetballer die zowel als centrale verdediger of als defensieve middenvelder kan spelen. Hij stroomde in 2014 door vanuit de jeugd van Real Madrid.

## Clubcarrière
León kwam op negenjarige leeftijd naar Real Madrid, dat hem weghaalde bij Aviación. Tijdens het seizoen 2013/14 speelde hij 17 wedstrijden voor Real Madrid C in de Segunda División B, het derde niveau in Spanje. Op 25 mei 2014 mocht hij zijn opwachting maken voor Real Madrid Castilla in de Segunda División tegen Córdoba CF.

## Interlandcarrière
León debuteerde op 12 augustus 2013 voor Spanje -19, waarvoor hij negen interlands speelde.
1 Belman ·
2 López ·
3 García ·
4 Chust ·
5 de la Fuente ·
6 Calderón ·
7 Franchu ·
8 Abou ·
9 Gelabert ·
10 Fidalgo ·
12 Rodríguez ·
13 Altube ·
14 Bravo ·
15 Hernández ·
16 Blanco ·
17 Rodrigo ·
18 Gila ·
19 Reinier ·
20 Park ·
21 Gual ·
22 Baeza ·
23 Martín ·
24 Latasa ·
27 Fuidias ·
Ruiz ·
Coach: Raúl